# Conflicto
El conflicto es una situación en la cual dos o más personas con intereses distintos entran en confrontación, oposición o emprenden acciones mutuamente antagonistas, con el objetivo de dañar, eliminar a la parte rival o arrebatarle poder de algún tipo en favor de la propia persona o grupo.

## Conflicto entre individuos
Se han avanzado varias teorías acerca del origen de este problema (conflicto). Últimamente se puede alegar que el hombre es un animal social, y, por lo tanto, que responde a las tendencias tanto de competición como cooperación que se observan en animales sociales. Así se aduce que hay motivos últimamente biológicos o psicológicos para la agresividad.
Desde este punto de vista la idea más básica, desde la que habría que partir para resolver un conflicto social de manera adecuada, es que el conflicto empieza con una emoción desbordada.
Otras visiones aducen que, si bien podría haber tales causas inherentes o innatas, no es menos cierto que a menudo tal conflicto o violencia se expresa ya sea en formas socialmente permitidas o aceptadas o tiene como meta objetivos que son socialmente valuables. Como mínimo, el conflicto se expresa en un acto ejercido en relación con otros espectros que, en la interacción e interrelación humana, va desde situaciones y cuestiones aparentemente simples y sin problemas de consecuencias dolorosas para las partes, hasta situaciones complejas, peligrosas y violentas.  Desde este punto de vista se aduce que «La convivencia social es considerada una mina abundante de conflictos, donde la fuente más abundante de molestia son los demás». Para Lewis A. Coser un conflicto es social cuando transciende lo individual y procede de la propia estructura de la sociedad.
Dos aspectos centrales de los estudios del conflicto social se refieren al origen y la función social de los conflictos. Así, por ejemplo, para Ralf Dahrendorf, el conflicto es un hecho social universal y necesario que se resuelve en el cambio social.
De mayor importancia para estos estudios son consideraciones acerca del papel que tanto el consenso como la coacción y el control social juegan en la sociedad ya sea en general como en el desarrollo y resolución de los conflictos.

### Teorías del conflicto social
Las teorías del conflicto social buscan explicar, a partir de una percepción de la sociedad que requiere tanto orden e integración como innovación y cambio, las estrategias que se observan y/o se pueden seguir para lograr ambas necesidades sociales.
Una asunción central de las teorías del conflicto es que en una sociedad tanto los individuos como los grupos —no solo pero incluyendo las clases sociales— buscan maximizar sus beneficios —lo que inevitablemente produce cambio social—. Ese cambio no necesariamente envuelve conflicto físico sino que puede expresarse en confrontaciones verbales. Paradójicamente, ese conflicto y cambio busca lograr un orden a fin de mantener en forma estable esos beneficios. Lo anterior da origen a diversas estrategias y mecanismos tanto a fin de lograr ese cambio como de mantener las formas ya sea existentes o emergentes. En otras palabras, el objeto de interés no es el origen o causas del conflicto sino las situaciones o maneras a través de las cuales ese conflicto se puede resolver a fin de lograr una solución estable y duradera.
Partiendo de la base que el conflicto es el factor principal del cambio social, que se expresa, por ejemplo, con la formación de grupos de presión y acción social, se busca estudiar como ese conflicto se integra socialmente, a través de pactos, ya sea acordados o impuestos, con el resto de los actores sociales, en cambio de estructuras, que, se supone, ocasionaran estabilidad social. Así, desde este punto de vista, el conflicto social se percibe como algo que, propiamente controlado o integrado, es esencial para el buen funcionamiento o estabilidad social.
Lo anterior se puede estudiar no solo observando el como los diversos sectores o individuos se han conducido en la práctica, sino también teóricamente, a través de la teoría de los juegos.
Algunos autores[cita requerida] han alegado que lo que mantiene unida a la sociedad no es el consenso sino la represión. Esto sucede porque, claramente, algunos grupos sociales se beneficiaran más que otros de los arreglos y condiciones sociales existentes. La teoría del conflicto social tiene sus raíces en los escritos de Karl Marx (1818-1883) y su noción de lucha de clases.

### Actualidad
Desde el punto de vista moderno o actual el tema de la dialéctica en contraposición al funcionalismo, parece que se ha concretado en el análisis funcional o funcionalismo y la teoría del conflicto social, que junto con el interaccionismo simbólico son los tres enfoques básicos de la sociología de hoy día. 
La cuestión queda en considerarlo como dinámica social hacia el consenso, una desigualdad estructural hacia una integración social. En las interpretaciones de los autores, normalmente identificados con una escuela, la explicación se entiende de diferente manera si se refiere al sistema social en su conjunto totalizado o a la estructura social, que es el soporte teórico del sistema. Al mismo tiempo debemos situar el elenco de valores en un lugar designado y preciso, que es el sistema social
Otros alcances como la revolución y la guerra, como conflictos totales, parece no es posible ser explicados con el actual soporte teórico. Quizás la primera es predecesora de la segunda y sigan una primera fase en la que se falla en lograr consenso. Tiene ventajas y desventajas.
Dos aspectos centrales de los estudios del conflicto social se refieren al origen y la función social de los conflictos. Así, por ejemplo, para Ralf Dahrendorf, el conflicto es un hecho social universal y necesario que se resuelve en el cambio social.
De mayor importancia para estos estudios son consideraciones acerca del papel que tanto el consenso como la coacción y el Control social juegan en la sociedad ya sea en general como en el desarrollo y resolución de los conflictos.

## Conflicto de la realidad
El  conflicto es un proceso de interacción social que se da en un contexto determinado. Es una construcción social, una creación humana diferenciada de la violencia ya que puede haber conflictos sin violencia aunque no hay violencia sin conflicto, por lo que no toda disputa o divergencia implica conflicto.
Aunque los conflictos se pueden clasificar según el nivel en el que se desarrollan: micro (interpersonales e intergrupales) o macro (entre grupos definidos dentro de un estado o entre estados, donde las consecuencias de los enfrentamientos afectan a un gran número de población); es posible extraer generalidades comunes a ambos tipos de conflictos. El conflicto es un proceso en el que hay oposición de intereses (tangibles), necesidades y/o valores no satisfechos. En contraposición, existe un problema cuando la satisfacción de las necesidades de una de las partes impide la satisfacción de las de la otra. Con base en esta definición se puede diferenciar dos situaciones que se confunden con los conflictos reales:
- Pseudoconflicto Puede mostrarse de forma agresiva, sin embargo no existe problema (ya que la satisfacción de unas necesidades no impide las otras) aunque las partes pueden creer que sí. Casi siempre suele ser una cuestión de malentendidos, desconfianza y mala comunicación.[3]
- Conflicto latente. No se muestra de forma agresiva ya que una o ambas partes no perciben la contraposición de intereses/necesidades o valores. Estos no se abordan o ni tan solo se reconocen como conflictos porque no han explotado, porque no existen signos de violencia directa. Esto hará que sigan creciendo por su propia dinámica.

Por lo que el conflicto innecesario, es decir, aquel en el que la satisfacción de las necesidades de una parte no impide la satisfacción de la otra, tiene como componentes:
- Mala comunicación
- Estereotipos
- Desinformación
- Percepción equivocada del propósito o proceso.

De este modo, la parte genuina de un conflicto se basa en diferencias esenciales y cuestiones incompatibles, como por ejemplo:
- Distintos intereses, necesidades y deseos
- Diferencias de opinión sobre el camino a seguir
- Criterio para tomar la decisión
- Repartición de recursos
- Diferencias de valores[4]

## Desarrollo del conflicto

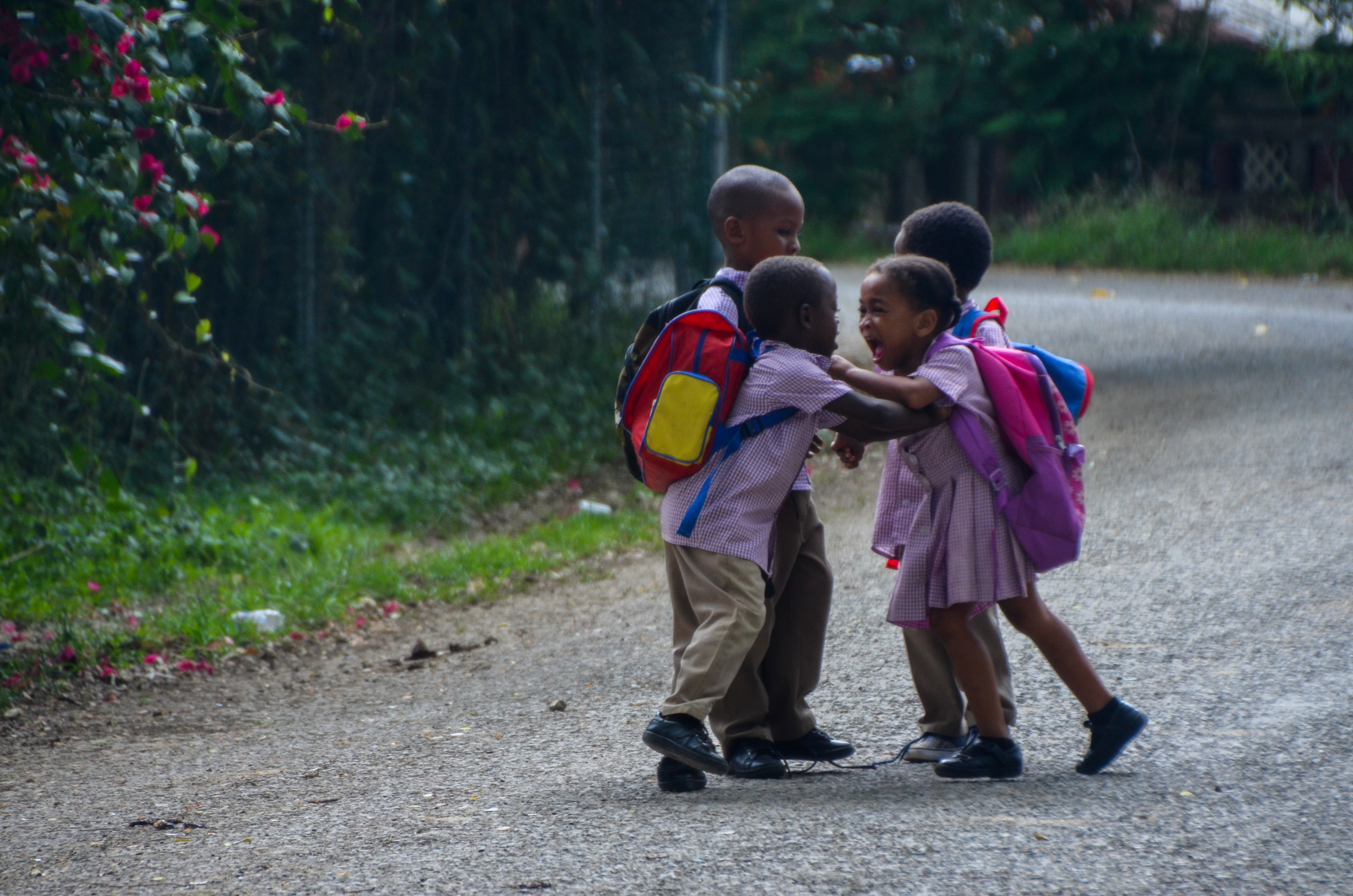
Niños en edad escolar peleándose en Jamaica.

Los conflictos no son eventos estáticos en sí mismos, sino que desarrollan una dinámica que puede volverse incontrolable en casos extremos. El curso de un conflicto se puede dividir en cuatro fases:
| Fase del conflicto | Nombre        | Descripción                                                        |
| ------------------ | ------------- | ------------------------------------------------------------------ |
| Fase I             | Fase latente  | Surge la situación de conflicto                                    |
| Fase II            | Conciencia    | Ambas partes reconocen el conflicto                                |
| Fase III           | Acción        | Ambas partes reaccionan en función de sus pensamientos y emociones |
| Fase IV            | Interacciones | Ambas partes interactúan alternando modos de conflicto             |

## Comportamiento

Jerarquía de argumentos según su potencial de escalada, según Paul Graham.

Las distintas formas en que las personas reaccionan ante situaciones de conflicto han sido presentadas por Gerhard Schwarz, a veces en referencia a Eric Lippmann, del siguiente modo:
- Huida (Evasión, Elusión)
- Lucha (Ejecución, Destrucción)
- Subordinación (Adaptación, Concesión, Aceptación unilateral)
- Delegación (del problema a otra instancia)
- Compromiso (Acuerdo con ventajas y desventajas para ambas partes)
- Consenso (Cooperación)

Estas pautas de comportamiento pueden conducir a la solución o disolución de un conflicto en diferentes situaciones. Mientras que las primeras etapas mencionadas tienen un carácter "anti-" o de confrontación, las últimas representan formas de resolución constructiva de conflictos, con el consenso como la forma más elevada (por aprender). Paul Graham dividió jerárquicamente las formas de discusión  según su potencial de escalada y la calidad de la argumentación. En el modelo de preocupación dual, los tipos de conflicto se dividen en dos dimensiones: orientación hacia el objetivo propio u orientación hacia el objetivo de la otra parte en conflicto.

## Perspectivas sobre el conflicto
Una posible clasificación de los conflictos sería:
- Perspectiva tradicional-racionalista. En esta perspectiva el conflicto es entendido como algo negativo, resultado de un organigrama confuso, de una comunicación deficiente o de la incapacidad de alguno de los protagonistas del conflicto. El conflicto es considerado como un elemento que acaba por perjudicar gravemente el normal funcionamiento de la organización. Se busca una sociedad, empresas y escuelas sin conflictos (Idealismo Pedagógico).
- Perspectiva interpretativa. El conflicto es considerado como algo natural de los grupos y las organizaciones. Las causas de los conflictos se atribuyen a problemas de percepción individual y/o a una deficiente comunicación interpersonal. Los conflictos son manifestaciones de la falta de entendimiento entre las personas en cuanto al sentido de los actos propios o de otros; equívocos que pueden superarse haciendo que los protagonistas se den cuenta de los errores que contienen sus ideas o creencias. Esta concepción ignora las condiciones sociales que afectan a los propios sujetos y a sus percepciones.
- Perspectiva socio-crítica/socio-afectiva. No solo se acepta el conflicto como algo inherente al centro o a la empresa, sino que se alienta, se considera que contribuye a evitar la apatía de la organización y, por tanto, constituye un elemento necesario para el progreso organizativo y para el adecuado desarrollo de sus miembros. Se da un papel esencial a la calidad de las relaciones entre los diferentes miembros que componen la sociedad y los diferentes grupos; empresa, familia, escuela, etc. Se favorece al afrontamiento de determinados conflictos desde una perspectiva democrática y no violenta, lo que se denomina como la utilización didáctica del conflicto.

Estas perspectivas socio-críticas sobre el conflicto determinan que este no es ni positivo ni negativo sino que tendrá aspectos positivos o negativos según se aborde y se resuelva y dependiendo del proceso que se utilice para llegar a una solución. “La vida sin conflictos supondría una sociedad de robots, cuyos miembros habrían eliminado la diversidad y singularidad que nos distingue como humanos”.
Una perspectiva que permita enfocar el conflicto desde una visión positiva, con voluntad de cambio para conseguir cotas más altas de justicia, es el punto de partida adecuado desde donde parte la resolución de conflictos.

## Análisis de conflictos

### Factores y causas del conflicto
Se han determinado tres factores que propician la aparición de un conflicto y que a la vez pueden proporcionar las condiciones indispensables para su gestión.
- Factores culturales. Representan la suma de todos los mitos, símbolos, valores e ideas que sirven para justificar la violencia o la paz.
- Factores estructurales. Son aquellos condicionantes que perpetúan las desigualdades, la falta de equidad, la explotación, etc.
- Factores de comportamiento. Son producto de los factores culturales y estructurales y se materializan en conductas agresivas (de tipo físico o verbal) o por el contrario en comportamientos de diálogo favoreciendo el entendimiento y el respeto.

Respecto a la causa que determina o provoca un conflicto encontramos:
- Conflictos de relación y comunicación. Se deben a fuertes emociones negativas, a percepciones falsas o estereotipos, o a la escasa comunicación entre las partes. Conducen a un espiral de escalada progresiva del conflicto destructivo.
- Conflictos de información. Se deben a la falta de información necesaria para tomar las decisiones adecuadas por lo que se interpreta de manera diferente la situación o no se le asume el mismo grado de importancia.
- Conflictos de intereses. Se deben a la competición entre necesidades no compatibles o percibidas como tales. También puede ser de tipo psicológico y comportan percepciones de desconfianza, juego sucio, intolerancia, etc.
- Conflicto de valores. Se deben a los diferentes criterios de evaluación de ideas, creencias o comportamiento que se perciben como incompatibles. El conflicto estalla cuando estos valores se intentan imponer por la fuerza a la otra parte que los percibe como negativos, no importantes o no propios para una persona en la cual se encuentra involucrada en cierto problema.
- Conflictos de roles. De poder, de autoridad y de acceso a los recursos. Se deben a pautas destructivas de comportamiento, de desigualdad del control o distribución de recursos, de desigualdad de poder y autoridad, de restricciones del tiempo, etc.

### Actitudes ante el conflicto
Frente a una situación de conflicto, sea cual sea su naturaleza, hay multitud de posibilidades de reacción, tanto a nivel individual como colectivo, dándose las diversas actitudes, según se acepte, evite o niegue el conflicto. En tales situaciones, se puede describir el comportamiento de un individuo a lo largo de dos dimensiones básicas:
- Asertividad, la medida en que la persona intenta satisfacer sus propios intereses.
- Cooperativismo, la medida en que la persona intenta satisfacer a la otra persona se refiere.

Estas dos dimensiones básicas de comportamiento define cinco modos diferentes para responder a situaciones de conflicto, además de la negación de existencia del mismo. Estas reacciones se describen a continuación combinadas con la teoría de juegos:
- Negación, Se evita reconocer la existencia del conflicto. Posiblemente, este estallará más tarde siguiendo la escalada conflictual.
- Competición (ganar/perder). Consiste en la actitud de querer conseguir lo que uno quiere; hacer valer sus objetivos y metas es lo más importante sin importar la otra parte. Esta competición puede procurar sacar un provecho individual de la situación, o tomarse desde una conducta agresiva (se combate con una respuesta hostil, violenta y/o militar) o arrogante (no se reconoce a la otra parte como un interlocutor válido).
- Acomodación (perder/ganar). Consiste en no hacer valer ni plantear los objetivos propios con tal de no confrontar a la otra parte. De esta manera, no se resuelve el conflicto puesto que las necesidades de una de las partes no han quedado satisfechas.
- Evasión (perder/perder). Se reconoce la existencia del conflicto, pero sin deseos de enfrentarse a él por ninguna de las partes. Con esta actitud no se logra ni la consecución de objetivos ni la relación idónea para ninguna de las partes involucradas.
- Cooperación (ganar/ganar). Las partes en conflicto entienden que es tan importante los objetivos propios como la relación, por lo que el fin y los medios tienen que ser coherentes entre ellos.
- Negociación. Las partes llegan a un acuerdo sin renunciar a aquello que les es fundamental (necesidades), pero ceden en lo que es menos importante.

### Escalada conflictual
Aunque no se puede comparar los conflictos armados con los conflictos interpersonales y tampoco extraer fórmulas generalizadas para solucionarlos si es posible conocer dinámicas muy generalizadas de los mismos. 
Una de estas dinámicas es la escalada conflictual, en la que juegan un papel muy importante las frustraciones, las polarizaciones crecientes, las malas percepciones, la incomunicación, etc. En los conflictos “micro” también existen factores de aceleración, como la propaganda des informadora, los rumores, el temor u hostilidad de las partes, un entorno propenso a usar la fuerza, etc. 
En el siguiente gráfico se representan de forma esquemática las fases de un conflicto, para visualizar sus posibles fases y las eventuales fases de trabajo en transformación del mismo. 
Es posible anticiparse al conflicto si se reconocen los indicios del mismo. Estos siguen una secuencia ascendente respecto al nivel de tensión y de lucha entre las partes enfrentadas:
1. Incomodidad. Hay algún aspecto en el entorno o en la relación que no funciona tal y como lo estaba haciendo hasta el momento. Es la sensación intuitiva de que alguna cosa no va bien aunque no se sepa exactamente de que se trata.
2. Insatisfacción. Se trata de una autopercepción en la que una de las partes no se siente a gusto ante una nueva situación o se ha producido un cambio delante del cual se tienen una sensación de incertidumbre. De estas derivan discusiones momentáneas.
3. Incidentes. Pequeños problemas que implican discusiones, resentimientos y preocupaciones ya que no se tienen en cuenta o se dejan a un lado.
4. Malentendidos. Las partes hacen suposiciones, generalmente a causa de una mala comunicación, poca compenetración o percepciones diferentes de una misma situación, llegándola a distorsionar la percepción de la realidad. El contexto juega un papel muy importante ya que habitualmente no ayuda sino que incrementa los rumores.
5. Tensión. La situación se rodea de prejuicios y actitudes negativas distorsionando la percepción de la otra parte implicada.
6. Crisis. Las partes actúan ante la situación de manera unilateral. Se pierden las buenas formas dando paso a los insultos, la violencia, la lucha abierta, etc.

En este momento se puede decir que el conflicto ha llegado al punto más álgido de la escala conflictual. J. Burton realiza esta reflexión a propósito de este punto “Cuando el conflicto y la violencia se intensifican, hay una vuelta a la tradición y al medio represivo de control, incluso a regímenes militares”, refiriéndose a los macro conflictos. En resumen, se puede definir el conflicto como un proceso de tres fases:
1.ª Fase. Existencia de necesidades no satisfechas.
2.ª Fase. Aparece el problema y por tanto las disputas.
3.ª Fase. Explota la crisis.
Es en la 1.ª y 2.ª fase donde se puede realizar un trabajo de prevención, ya que en la 3.ª los niveles de violencia impiden otro tipo de relación entre las partes.

### Las «tres partes» de un conflicto
Para analizar y así comprender un conflicto, J. P. Léderach lo estructura diferenciando tres partes sobre las que hay que actuar de manera diferente:
- Las personas, son los involucrados y afectados. Hay que reconocer qué papel desempeñan, cómo se relacionan y qué influencia tienen. Averiguar las verdaderas preocupaciones y las necesidades de fondo de la gente. No hacer del conflicto un problema personal. [sus sentimientos, emociones, autoestima, percepciones.]
- El proceso es la forma en que el conflicto se desarrolla y como las partes intentan resolverlo o zanjarlo. Regularmente, intervienen las relaciones de poder (económico, acceso a recursos, control, etc.) que pueden degenerar en la amenaza como único modo de influir en otros para producir el posible cambio que mejore la situación. Intentar proponer opciones positivas que no desafíe a las partes. [trata de la manera como se toman las decisiones y de cómo se sienten las personas al respecto. Posible deterioro de la comunicación y escalada de problemas añadidos.]
- El problema es el hecho de divergencia entre las partes. Es necesario distinguir entre conflictos reales (aquellos que la satisfacción de una parte impide la otra) o conflictos innecesarios. [–Relativos al problema: es el asunto concreto, los temas, hechos y cuestiones que marcan las distancias entre las personas o grupos enfrentados: diferentes valores, puntos de vista.]

En conclusión, la comprensión de un conflicto se facilita si se distinguen las diferentes facetas. Por ejemplo, las diferentes áreas de discrepancia o de incompatibilidad que se han de tratar para solucionar el problema, son los asuntos. En cambio, los intereses son la razón por la que cada uno de estos asuntos importa a la persona. Las necesidades son lo indispensable, lo mínimo que hace falta para satisfacer a una persona, en cuanto a lo substantivo, lo psicológico y el proceso seguido para resolver el problema. Cuando una persona expresa su posición, o su solución para resolver el conflicto, esto no explica los asuntos a tratar, ni sus intereses, ni sus necesidades básicas. Para arreglar bien el conflicto hay que penetrar en las posiciones y llegar a la base del problema.[cita requerida]
De una manera más sintética se puede decir que:
El asunto es la discrepancia entre las partes. P. ej. Dos vecinos discuten por la propiedad de un árbol limítrofe entre propiedades. La propiedad del árbol es el asunto. 
Los intereses son la razón por la que importa el asunto. P. ej. El vecino poseedor del árbol será el beneficiario de este. Beneficiarse del árbol es el interés. 
Las necesidades son el mínimo satisfactorio para cada una de las partes. P. ej. El vecino 1 no está dispuesto a perder los frutos que caen en su propiedad, y el vecino 2 no está dispuesto a perder la sombra del árbol en su propiedad, aunque ambos compartirían la propiedad de este. Las necesidades son el fruto y la sombra. 
En este caso, la satisfacción de las necesidades de una parte no son incompatibles con las de la otra, por lo que esta situación entraría en la definición de pseudoconflicto.

## Tipos de conflictos
Según Holman y Jarvis los conflictos de pareja pueden clasificarse enː
- Hostiles
- Volátiles
- Evitativos
- De validación (validating)

Por su parte Chaudhry y Asif consideran que los conflictos en el lugar de trabajo pueden clasificarse enː
- Interpersonalesː los tiene una persona con otra u otras
- Intragrupalesː ocurren dentro de un grupo de personas
- Intergrupalesː ocurren entre diferentes grupos de personas
- Afectivos o de relacionesː se producen cuando se da una incongruencia emocional entre dos o más empleados
- Sustantivos o de tareasː los empleados están disconformes sobre el modo en que les ordenan realizar las tareas, o tienen instrucciones contrapuestas de distintos departamentos
- Procedimentales o de procesosː tienen que ver con la distribución de responsabilidades (quién tiene que hacer qué)

## Resolución de conflictos
El estudio y análisis del conflicto suele estar encaminado a la búsqueda de sistemas, métodos o técnicas para resolverlos. Como se ha podido comprobar existen muchas formas de aproximación a la materia del conflicto y se utilizan métodos científicos que permiten sacar conclusiones prácticas. Habitualmente, la conflictología se asocia con disciplinas que se encargan de estudiar o investigar las fórmulas o procesos de resolución de conflictos. Más concretamente, la referencia a resolución de conflictos suele ser a métodos extrajudiciales puesto que la vía judicial o jurisdiccional se encuentra perfectamente institucionalizada y debe considerarse como un derecho humano fundamental. En consecuencia, la referencia a resolución de conflictos suele ser a los llamados sistemas de ADR "Alternative Dispute Resolution" o, más modernamente, "Adecuate Dispute Resolution" que en español se han denominado Medios Adecuados de Solución de Controversias (MASC) o Medios Adecuados de Resolución de Controversias o Conflictos (MARC). Dentro de esta categoría genérica se encuentran la negociación, la mediación, la conciliación, el arbitraje, la facilitación, la opinión legal no vinculante, el derecho colaborativo, etc. También se incluirían todos los sistemas de resolución de disputas en línea (RDL) u Online Dispute Resolution (ODR).